# Parada de Plaza Nueva
La parada de Plaza Nueva es una de las cabeceras de la línea de tranvía T1 de TUSSAM, conocida como Metrocentro. Se encuentra situada en el centro de la ciudad, en la Plaza Nueva, frente al ayuntamiento.

Plano de la T1 (Metrocentro)

| << cabecera | < parada | línea | parada >          | cabecera >>     |
| ----------- | -------- | ----- | ----------------- | --------------- |
| Terminal    | Terminal | T1    | Archivo de Indias | Luis de Morales |